# The Voice Tour
The Voice Tour é a turnê do programa The Voice Brasil da Rede Globo. Somente os finalista da segunda temporada irão participar da turnê. A turnê iniciou-se no dia 25 de janeiro de 2014, em  São Paulo, na casa de show HSBC Brasil.

## Sobre o Show
O vencedor do programa The Voice Brasil, Sam Alves, e os três outros cantores que disputaram a final, Pedro Lima, Lucy Alves e Rubens Daniel, estrearam uma turnê que passará pelas principais cidades do País.
O show de estreia aconteceu no HSBC Brasil, em  São Paulo, no dia 25 de janeiro, data em que a cidade comemorou o aniversário de 460 anos. No show com duração de 1h30, os artistas levaram ao público as músicas que os consagraram no reality, além de outros sucessos nacionais e internacionais.
A turnê segue o exemplo das versões semelhantes do The Voice Tour, que acontecem também em países como Estados Unidos, Alemanha, França, México, Bélgica, Finlândia e Israel. Ao todo, 40 pessoas participam do planejamento e execução da turnê.
O quarteto sobe aos palcos novamente no Vivo Rio, no  Rio de Janeiro, no dia 15 de fevereiro. A turnê segue até julho viajando por diversas cidades do País.

## Datas dos Shows
| Data                    | Cidade         | Estado         | País   | Local       |
| ----------------------- | -------------- | -------------- | ------ | ----------- |
| América do Sul          |                |                |        |             |
| 25 de janeiro de 2014   | São Paulo      | São Paulo      | Brasil | HSBC Brasil |
| 15 de fevereiro de 2014 | Rio de Janeiro | Rio de Janeiro | Brasil | Vivo Rio    |

### Modificações
| Data                    | Cidade    | Local                    | Modificação                                                     | Motivo        |
| ----------------------- | --------- | ------------------------ | --------------------------------------------------------------- | ------------- |
| 08 de Fevereiro de 2014 | Fortaleza | Barraca da Casa de Praia | Adiado para o dia 14 de Fevereiro para a casa de show "Musique" | Baixas Vendas |
| 14 de Fevereiro de 2014 | Fortaleza | Musique                  | Adiado para o dia 21 de Fevereiro                               | Baixas Vendas |
| 21 de Fevereiro de 2014 | Fortaleza | Musique                  | Cancelado                                                       | Baixas Vendas |